# Évariste Régis Huc

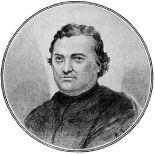
Évariste Huc

Évariste Régis Huc (* 1. August 1813 in Toulouse; † 31. März 1860 in Paris) war ein französischer Entdecker und Missionar, der durch seine Durchquerung der Mongolei, Tibets und Chinas in den Jahren 1844–1846 weltberühmt wurde.

## Leben
Huc trat im Alter von 24 Jahren in die Kongregation der Lazaristen ein und ging nach Erlangung des Weihesakraments 1839 nach China, wo er sich in Macau in einem Lazaristenseminar 18 Monate auf die Missionsarbeit vorbereitete. Huc erlernte chinesisch und passte sich auch äußerlich in Bekleidung und Sitten seiner Umgebung an.
Huc arbeitete zunächst in der Nähe Pekings widmete aber den Großteil seiner Zeit dem Studium der lokalen Sprachen und der Übersetzung religiöser Werke. 1844, nachdem er in Dolon Nor, in der inneren Mongolei eine Mission gegründet hatte, brach er gemeinsam mit Abbé Joseph Gabet (1808–53) und einem buddhistischen Konvertiten nach Tibet auf, um mehr über dieses Land in Erfahrung zu bringen. Um Aufmerksamkeit zu vermeiden hüllten sich die beiden wieder in Gewänder der lokalen Lamas.
Nachdem Huc den Gelben Fluss überschritten und unter zahlreichen Entbehrungen das Ordos-Plateau überquert hatte, erreichte er Gansu an der Grenze zu Tibet, wo er entschied, anstatt alleine die beschwerliche Reise nach Lhasa anzutreten, auf eine Gesandtschaft Tibets zu warten.
Huc verbrachte 8 Monate in der Grenzstadt Tang-Kiul, die er mit dem Studium buddhistischer Literatur und dem Erlernen des Tibetischen verbrachte. Schließlich traf Huc auf die tibetische Gesandtschaft, die 2.000 Mann und 3.700 Tiere stellte.
Durch die Wüste von Qinghai, den See Koko Nor umgehend und über schneebedeckte Pässe gelangte Huc am 29. Januar 1846 nach Lhasa.
Huc traf den Dalai Lama und es wurde ihm die Eröffnung einer Mission zugesagt. Aufgrund einer Intervention der chinesischen Botschaft wurde Huc aber letztlich nach Kanton, außerhalb der Landesgrenzen, geleitet, wo Huc bis 1852 blieb.
Aufgrund seiner angeschlagenen Gesundheit kehrte Huc, nicht ohne Indien, Palästina und Ägypten besucht zu haben, nach Europa zurück. Er starb 1860 in Paris.

## Werke
- mit Joseph Gabet: Wanderungen durch die Mongolei und Thibet zur Hauptstadt des Tale Lama. Von Huc und Gabet. In deutscher Bearbeitung herausgegeben von Karl Andree. Leipzig, Lorck, 1855. (Hausbibliothek für Länder- und Völkerkunde. Bd. 7), urn:nbn:de:bsz:14-db-id18511056035.
  - Neuausgabe: Wanderungen durch die Mongolei nach Tibet 1844-1846. Herausgegeben und bearbeitet von Hans Walz. Mit einem Vorwort von Dr. Ernst Schäfer. Stuttgart, Steingrüben Verlag, 1966.
- mit Joseph Gabet: Wanderungen durch das Chinesische Reich. In deutscher Bearbeitung hrsg. von Karl Andree. Leipzig, Lorck, 1855 (Hausbibliothek für Länder- und Völkerkunde. Bd. 8).
- Das Chinesische Reich. 2 Bände, Dyk, Leipzig 1856.
  - Neuausgabe: Das Chinesische Reich. Hrsg. v. Wolfgang Rieland (2 Teile in 1 Band). Stroemfeld/Roter Stern, Basel/Frankfurt,  1987.